# Blancmange Hill
Der Blancmange Hill (englisch für Mandelsulzhügel) ist ein 325 m hoher und bemerkenswert eisfreier Hügel auf der westantarktischen James-Ross-Insel. Er ragt 5 km nordöstlich des Stark Point am Ostufer der Croft Bay auf.
Der Falkland Islands Dependencies Survey nahm zwischen 1958 und 1961 Vermessungen des Hügels vor. Das UK Antarctic Place-Names Committee verlieh ihm 1964 einen deskriptiven Namen.